# Славяно-русское общество
Славяно-русское общество — учреждение, созданное в городе Тифлис (Тбилиси) в целях борьбы за «Единую, неделимую Россию».

## Создание
Общество было создано в Тифлисе. 11 марта 1918 под председательством Константина Николаевича Лизгара состоялось первое заседания общества, принят его устав.
В уставе, который был зарегистрирован в официальном порядке 14 марта 1918 года, говорилось, что общество создано с целью улучшения национальных, научных, бытовых, религиозных, технических, образовательных условий граждан славянского и русского происхождения.
В этих целях общество планировало в рамках существующих законов открыть школы различного типа (практические и общеобразовательные), воскресные школы для пожилых и детей, профессиональные курсы и читальные залы, клубы, ясли и интернаты, церкви, амбулаторные и лечебные учреждения, кооперативы, кредитные предприятия, кружки правоведов, врачей, медсестер, бюро занятости для членов общества, места развлечений, печатные органы и типографии.
В уставе также отмечалось, что культурно-просветительская и благотворительная помощь будет оказываться всем вне зависимости от национального происхождения.
Общество имело отдел в Баку.

## В парламенте Азербайджанской Демократической Республики
3 декабря 1918 года общество обратилось к руководителю Национального совета Азербайджанской Демократической Республики (АДР) Мамеду Амину Расулзаде с просьбой о вступлении в парламент страны. Славяно-русское общество имело 3 представителей в парламенте. Представители общества — И. Протасов (министр финансов), Е. Гиндес (министр народного здравоохранения), К. Лизгар (министр продовольствия), В. Кленовский (министр призрения) занимали должности министров в период АДР. Общество придерживалось позиции «Россия без большевиков».